# آنتون گولوتسوتسکوف
آنتون گولوتسوتسکوف (به انگلیسی: Anton Golotsutskov) ژیمناست زادهٔ ۲۸ ژوئیهٔ ۱۹۸۵ میلادی اهل کشور روسیه است.